# Agapanthia angelicae
Agapanthia angelicae — вид жесткокрылых из семейства усачей.

## Распространение
Распространён в Иране и Центральной Азии.

## Описание
Жук длиной от 12 до 18 мм. Время лёта с мая по июнь.

## Развитие
Жизненный цикл вида длится один год. Кормовым растением является Ferula hermonis.